# Albert Le Play
Pour les articles homonymes, voir Le Play.
Albert Le Play est un agronome et homme politique français né le 27 juillet 1842 à Graville-Sainte-Honorine et mort le 8 mars 1937 à Paris.

## Biographie
Fils de Frédéric Le Play, il devient médecin et agronome, et est chargé d'organiser l'exposition universelle de 1867 dont son père est le commissaire général. 
Propriétaire de la ferme modèle de Ligoure au Vigen, il obtint la prime d'honneur au concours régional de 1876 et la grande médaille d'or du concours d'irrigation du centre de la France en 1878.
Il est sénateur de la Haute-Vienne de 1892 à 1900. 
Battu aux sénatoriales, il se consacre à l'agronomie, en publiant des ouvrages de chimie agricole, et en participant à diverses sociétés agricoles. Membre de la Société nationale d'agriculture de France et du Conseil supérieur de l'agriculture, il préside la société d'agriculture de la Haute-Vienne et la société d'horticulture de la Haute-Vienne.
Albert Le Play est également président du conseil d'administration de la Société pour la fabrication de la dynamite en France, de la Société des matières plastiques et de la Société pour la fabrication des mèches de sûreté de mineur.

## Publications
- (en coll. avec Albert Charrin) Les poisons intestinaux, éd. G. Steinheil, (1905, couronné du Prix Montyon de Physiologie)
- La carpe, nouveau procédé d'élevage et d'aménagement des étangs (1889)
- Petit traité d’agriculture Limousine à l’usage des colons et des petits cultivateurs de la Creuse, de la Corrèze et de la Haute-Vienne et des départements voisins (1919) éd. La Maison rustique, Paris . (192 p. et 23 fig.).
- Almanach du colon limousin : Haute-Vienne, Creuse, Corrèze (1876-1923) Impr. du Courrier du Centre, Limoges.
- Souvenirs (1842-1925) (1925), publ. à compte d'auteur – in-quarto [II]-88 p.

## Sources
- « Albert Le Play », dans le Dictionnaire des parlementaires français (1889-1940), sous la direction de Jean Jolly, PUF, 1960 [détail de l’édition]